# Martin Tillman
Pour les articles homonymes, voir Tillman.
Martin Tillman (né le 6 novembre 1964 à Zurich en Suisse) est un compositeur de musiques de films et musicien. 

## Biographie
Martin Tillman travaille régulièrement au studio Remote Control. En 2007 il travaille sur l'album solo My Winter Storm de Tarja Turunen.

## Filmographie
- 1996 : Le Fan de Tony Scott (musique de Hans Zimmer) (musicien : violoncelle)
- 1996 : High Incident de Dave Alan Johnson (série télévisée) (musique de John Powell) (musicien : violoncelle)
- 1997 : Les Ailes de l'enfer de Simon West (musique de Trevor Rabin et Mark Mancina) (musicien : violoncelle)
- 1997 : Le Suspect idéal de Jonas Pate (musique de Harry Gregson-Williams) (musicien : violoncelle)
- 1997 : Volte/face de John Woo (musique de John Powell) (musicien : violoncelle)
- 1997 : Quiet Days in Hollywood de Josef Rusnak (musique de Harald Kloser) (musicien : violoncelle)
- 1997 : Spécial OPS Force de Dan Gordon (en) (série télévisée) (musique de Mark Mancina et Lee Curreri) (musicien : violoncelle)
- 1998 : Armageddon de Michael Bay (musique de Trevor Rabin et Harry Gregson-Williams) (musicien : violoncelle)
- 1998 : Un tueur pour cible de Antoine Fuqua (musique de Harry Gregson-Williams) (musiques additionnelles)
- 2000 : An Everlasting Peace de Barry Levinson (musique de Hans Zimmer) (musicien : violoncelle)
- 2000] : Mission : Impossible 2 de John Woo (musique de Hans Zimmer) (musicien : violoncelle)
- 2000 :  Piégé de Antoine Fuqua (musique de Mark Mancina) (musicien : violoncelle)
- 2001 : Ali de Michael Mann (musique de Lisa Gerrard et Pieter Bourke) (musicien : violoncelle)
- 2001 : Pearl Harbor de Michael Bay (musique de Hans Zimmer) (musicien : violoncelle)
- 2001 : Hannibal de Ridley Scott (musique de Hans Zimmer) (musicien : violoncelle)
- 2001 : Shrek de Andrew Adamson (musique de Harry Gregson-Williams et John Powell) (musicien : violoncelle)
- 2001 : The Pledge de Sean Penn (musique de Hans Zimmer et Klaus Badelt) (musiques additionnelles)
- 2001 : Invincible de Werner Herzog (musique de Hans Zimmer et Klaus Badelt) (musicien : violoncelle)
- 2002 : La Chute du faucon noir de Ridley Scott (musique de Hans Zimmer) (musicien : violoncelle)
- 2002 : Le Cercle de Gore Verbinski (musique de Hans Zimmer) (musiques additionnelles)
- 2002 : Live from Baghdag de Mick Jackson (film TV) (musique de Steve Jablonsky) (musicien : violoncelle)
- 2002 : Phone Game de Joel Schumacher (musique de Harry Gregson-Williams) (musicien : violoncelle électrique)
- 2003 : Bad Boys 2 de Michael Bay (musique de Trevor Rabin) (musicien : violoncelle)
- 2003 : Pirates des Caraïbes : La malédiction du Black Pearl de Gore Verbinski (musique de Klaus Badelt) (musicien : violoncelle)
- 2003 : Tout peut arriver de Nancy Meyers (musique de Hans Zimmer et Heitor Pereira) (musicien : violoncelle)
- 2003 : Les Larmes du soleil d’Antoine Fuqua (musique de Hans Zimmer) (musicien : violoncelle)
- 2003 : Bienvenue dans la jungle de Peter Berg (musique de Harry Gregson-Williams) (musicien : violoncelle)
- 2003 : Retour à Cold Mountain de Anthony Minghella (musique de Gabriel Yared) (musicien : violoncelle)
- 2004 : Admissions de Melissa Painter (film TV)
- 2004 : Team America, police du monde de Trey Parker (musique de Harry Gregson-Williams) (musicien : violoncelle)
- 2004 : Bridget Jones : L'Âge de raison de Beeban Kidron (musique de Harry Gregson-Williams) (musicien : violoncelle)
- 2004 : Le Roi Arthur d’Antoine Fuqua (musique de Hans Zimmer) (musicien : violoncelle)
- 2004 : Spanglish de James L. Brooks (musique de Hans Zimmer) (musicien : violoncelle)
- 2004 : La Passion du Christ de Mel Gibson (musique de John Debney) (musiques additionnelles)
- 2005 : Le Cercle 2 de Hideo Nakata (cocompositeur avec Henning Lohner)
- 2005 : The Weather Man de Gore Verbinski (musique de Hans Zimmer) (musicien : violoncelle)
- 2005 : Kingdom of Heaven de Ridley Scott (musique de Harry Gregson-Williams) (musiques additionnelles)
- 2005 : Domino de Tony Scott (musique de Harry Gregson-Williams) (musicien : violoncelle)
- 2005 : Batman Begins de Christopher Nolan (musique de Hans Zimmer et James Newton Howard) (musicien : violoncelle électrique)
- 2006 : Pirates des Caraïbes : Le Secret du coffre maudit de Gore Verbinski (musique de Hans Zimmer) (musiques additionnelles)
- 2006 : Da Vinci Code de Ron Howard (musique de Hans Zimmer) (musicien : violoncelle)
- 2007 : Transformers de Michael Bay (musique de Steve Jablonsky) (musicien : violoncelle)
- 2007 : Paranoïak de D. J. Caruso (musique de Geoff Zanelli) (musicien : violoncelle)
- 2007 : Pirates des Caraïbes : Jusqu'au bout du monde de Gore Verbinski (musique de Hans Zimmer) (musicien : violoncelle)
- 2007 : Le Nombre 23 de Joel Schumacher (musique de Harry Gregson-Williams) (musicien : violoncelle)
- 2008 : Casi divas de Issa López (musique de Hans Zimmer) (musicien : violoncelle)
- 2008 : The Dark Knight : Le Chevalier noir
- 2008 : Angles d'attaque
- 2008 : Babylon A.D.
- 2008 : Frost/Nixon, l'heure de vérité
- 2009 : X-Men Origins: Wolverine
- 2009 : Anges & démons
- 2009 : La Proposition de Anne Fletcher
- 2009 : L'attaque du métro 123
- 2009 : Transformers - La revanche
- 2009 : 2012
- 2010 : The Company Men
- 2010 : Twelve
- 2010 : Prince of Persia: Les sables du temps
- 2010 : Sex and the City 2
- 2010 : Takers
- 2010 : Super Hybrid
- 2010 : The Town
- 2010 : Unstoppable
- 2011 : Le Dernier des Templiers
- 2011 : Pirates des Caraïbes : La Fontaine de Jouvence
- 2011 : Transformers 3 : La Face cachée de la Lune
- 2011 : Cowboys et Envahisseurs
- 2011 : F.A.R.C., l'instrument de la vengeance
- 2011 : Nuits noires
- 2011 : Mission: Noël - Les aventures de la famille Noël
- 2012 : The Dark Knight Rises
- 2012 : Total Recall: mémoires programmées
- 2012 : Du plomb dans la tête
- 2013 : Man of Steel
- 2013 : Rush
- 2014 : Equalizer
- 2015 : Hacker
- 2015 : Last Knights
- 2015 : A Bell for Ursli